# Julius Mezger
Julius Mezger (* 12. Dezember 1891 in Stuttgart; † 26. September 1976 in München) war ein deutscher Allgemeinarzt und Homöopath.

## Leben
Julius Mezger studierte 1911 Medizin in Tübingen, Kiel und ab 1912 in Freiburg im Breisgau und war Mitglied der Tübinger, Kieler und Freiburger Wingolfsverbindungen. Als Chefarzt am Robert-Bosch-Krankenhaus Stuttgart, dessen stellvertretender Direktor er zeitweise war, erforschte er die Arzneimittelbilder etwa 25 bis dahin nicht in der Homöopathie eingesetzter Stoffe wie der Magnesiumgruppe und war zeitweise Vorsitzender des Gaues Schwaben im Deutschen Zentralverein homöopathischer Ärzte. Von ihm stammt eines der wichtigsten Nachschlagewerke zur homöopathischen Arzneimittelkunde, die Gesichtete homöopathische Arzneimittellehre in zwei Bänden, zuerst erschienen 1949.

## Werke
- Julius Mezger (Hrsg.): Aus Lehre und Praxis der Homöopathie: Ein Einführungslehrgang am Stuttgarter Homöopathischen Krankenhaus. Hippokrates, Stuttgart 1937.
- Julius Mezger: Kompendium der homöopathischen Therapie. Hippokrates, Stuttgart 1950.
- Julius Mezger: Gesichtete homöopathische Arzneimittellehre. Haug, Saulgau 1950 (13. Auflage herausgegeben von Ulrike Fröhlich bei Haug, Stuttgart 2017, ISBN 3-13-219931-1).
- Julius Mezger: Arzneimittelprüfung des Chelicerengiftes der Kreuzspinne Arana ixoloba. Hippokrates, Stuttgart, 1958.